# 圣克鲁斯德洛斯卡尼亚莫斯
圣克鲁斯德洛斯卡尼亚莫斯，是西班牙卡斯蒂利亚-拉曼恰雷阿尔城省的一个市镇。 总面积18平方公里，总人口643人（2001年），人口密度36人/平方公里。